# Erweiterte Spatendiagnose
Die Erweiterte Spatendiagnose (ESD) ist eine bodenkundliche Untersuchungsmethode. Sie umfasst eine Gefügebonitur, einen einfachen Aggregatstabilitätstest, die Ermittlung der Bodenfeuchte sowie bei Bedarf die Zählung der Wurzeldichte im Unterboden mittels Schablone, die Messung des Porenvolumens beziehungsweise der Lagerungsdichte mit Hilfe von Stechzylindern und die Messung des Abscher- beziehungsweise Eindringwiderstands.
Die Erweiterte Spatendiagnose ist eine moderne Weiterentwicklung der Spatendiagnose. Ihre Erprobung fand auf den Flächen des Forschungsprojektes Ökologische Bodenbewirtschaftung statt. Das Projekt lief von 1994 bis 2004, wurde vom Land Rheinland-Pfalz gefördert und gemeinsam von der Stiftung Ökologie & Landbau (SÖL), Bad Dürkheim und der Landesanstalt für Pflanzenbau und Pflanzenschutz (LPP), Mainz durchgeführt.
Die ESD kann in ihrer weiterentwickelten und erprobten Version über eine differenzierte Beurteilung des Gefüges einen Beitrag dazu leisten, wissenschaftlich und dennoch praxisnah Entscheidungsfindungen bezüglich ressourcenschonender Bewirtschaftungssysteme und -maßnahmen zu erleichtern.
Der größte Vorteil der Methodik – besonders der Gefügebonitur – ist, dass sie vom Landwirt selbst vorgenommen werden kann.
Auf EU-Ebene sind im Rahmen des SCAPE-Projektes  Richtlinien für die Empfehlung von Bodenuntersuchungsmethoden (englisch Guidelines for soil assessment) in Planung, die die Aufnahme von Bodendaten erleichtern und vereinheitlichen sollen. Eine Guideline zur weiterentwickelten Spatendiagnose als einfacher, praxisnaher Methode ist in Zusammenarbeit mit dem Büro für Bodenschutz und ökologische Agrarkultur in Vorbereitung.